# Six Jours de San Francisco
Les Six Jours de San Francisco sont une course cycliste de six jours disputée dans la baie de San Francisco, à San Francisco, aux États-Unis. Dix éditions ont lieu en 1917 puis de 1934 à 1939.

## Palmarès
| Année          | Vainqueur                            | Deuxième                               | Troisième                           |
| -------------- | ------------------------------------ | -------------------------------------- | ----------------------------------- |
| 1917           | Jake Magin Willy Spencer             | Percy Lawrence Lloyd Thomas            | George Cameron Harry Kaiser         |
| 1918-33        | Non-disputée                         |                                        |                                     |
| 1934 (?)       | Jack McCoy Piet van Kempen           | Henri "Cocky" O'Brien Cecil Yates      | Franz Duelberg Raoul Larazolla      |
| 1934 (Mai)     | Tony Shaller Charlie Winter          | Franz Duelberg Bobby Echeverria        | Fred Spencer Eddie Testa            |
| 1935 (Mars)    | James Corcoran Piet van Kempen       | Bobby Echeverria Henri "Cocky" O'Brien | Jack McCoy Lew Rush                 |
| 1935 (Mai)     | Henri "Cocky" O'Brien Jackie Sheehan | Mike Rodak Jerry Rodman                | Bobby Echeverria Lew Rush           |
| 1936           | Henri "Cocky" O'Brien Cecil Yates    | Lew Rush Tony Shaller                  | Franz Duelberg Fred Wagner          |
| 1937 (Janvier) | Jerry Rodman Cecil Yates             | Eddie Testa Freddy Zach                | Georges Dempsey Robert Walthour Jr. |
| 1937 (Juin)    | Archie Bollaert Jack McCoy           | Albert Sellinger Oscar Sellinger       | Harvey Black Joe Devito             |
| 1938           | Douglas Peden William "Torchy" Peden | Gérard Debaets Jerry Rodman            | Russel Allen Henri "Cocky" O'Brien  |
| 1939           | Gustav Kilian Heinz Vöpel            | Henri "Cocky" O'Brien Tino Reboli      | Jules Audy Fred Ottevaire           |